# Reto Hug
Reto Hug (Marthalen, 24 de janeiro de 1975) é um triatleta profissional suíço. 

## Carreira

### Sydney 2000
Reto Hug disputou os Jogos de Sydney 2000, terminando em 8º lugar com o tempo de 1:49:21.30.  Em Atenas 2004, terminou na 40º colocação. E em Pequim 2008, terminando em 29º colocado

## Vida familiar
Ele é casado com a triatleta campeã olímpica Nicola Spirig e tem um filho nascido em 2013.